# 康岳
康岳，清朝政治人物。

## 生平
1736年，於台灣擔任彰化縣儒學訓導，主要為負責教育方面的事務，品等為從七品。